# Джь
Джь, джь – trójznak cyrylicy, używany od 1938 r. w języku abazyńskim. Wykorzystywany jest do oznaczania dźwięku [ʥ]. Nie miał odpowiednika w alfabecie łacińskim wykorzystywanym w latach 1932–1938.

## Przykład użycia
| Język     | Przykład  | Tłumaczenie |       |
| --------- | --------- | ----------- | ----- |
| abazyński | джьагIа́фа | klaun       | [ 5 ] |

## Kodowanie
| Forma     | Wygląd | Części składowe | Części składowe | Części składowe |
| --------- | ------ | --------------- | --------------- | --------------- |
| majuskuła | Джь    | U+0414 Д        | U+0436 ж        | U+044C ь        |
| minuskuła | джь    | U+0434 д        | U+0436 ж        | U+044C ь        |